# North East Creek (North East River)
Der North East Creek ist ein Bach in den US-Bundesstaaten Pennsylvania und Maryland. Er ist 26,5 Kilometer lang und hat ein Einzugsgebiet von 65 Quadratkilometern.
Der Bach entspringt im East Nottingham Township südlich des Borough Oxford im Chester County. Er fließt in südliche Richtung und erreicht bald Cecil County in Maryland. An der Grenze zu Stadt North East bildet der North East Creek zusammen mit dem Little North East Creek den North East River, einen Zufluss der Chesapeake Bay. Die durchschnittliche jährliche Abflussmenge beträgt zwischen 0,4 und 1,7 Kubikmetern pro Sekunde, die höchste dokumentierte waren etwa 255 Kubikmeter infolge Hurrikan Floyd im Jahr 1999.
Über den North East Creek führen mehrere überregionale Verkehrsverbindungen, darunter die Interstate 95 und Amtraks Northeast Corridor. Weiters überspannt den Bach die 1860 errichtete Gilpin's Falls Covered Bridge.